# Endelus signatus
Endelus signatus es una especie de escarabajo del género Endelus, familia Buprestidae. Fue descrita científicamente por Kerremans en 1900.

## Distribución geográfica
Esta especie se encuentra en Papúa Nueva Guinea.